# Fujita Football Club 1991-1992
Questa voce raccoglie le informazioni riguardanti il Fujita Football Club nelle competizioni ufficiali della stagione 1991-1992.

## Stagione
Pur dominando la classifica della Japan Soccer League Division 2 concludendo primo con un corposo distacco sulla seconda, il Fujita rinunciò all'offerta di diventare un club professionistico iscrivendosi alla Japan Football League. In coppa di Lega il Fujita superò tre turni prima di uscire ai quarti di finale, a causa di una sconfitta ai calci di rigore contro il Mazda, mentre in Coppa dell'Imperatore la squadra uscirà per mano dello Yomiuri.

## Rosa
| N. |                     | Ruolo | Calciatore        |
| -- | ------------------- | ----- | ----------------- |
| 1  | Giappone (bandiera) | P     | Izumi Yokokawa    |
| 2  | Giappone (bandiera) | D     | Yutaka Ikeuchi    |
| 3  | Giappone (bandiera) | C     | Yuki Haruo        |
| 5  | Francia (bandiera)  | D     | Michel Miyazawa   |
| 6  | Giappone (bandiera) | D     | Yoshihiro Natsuka |
| 7  | Giappone (bandiera) | A     | Kōji Noguchi      |
| 8  | Giappone (bandiera) | D     | Akira Narahashi   |
| 9  | Brasile (bandiera)  | C     | Edson             |
| 10 | Giappone (bandiera) | A     | Osamu Taninaka    |
| 12 | Giappone (bandiera) | C     | Masaaki Mori      |

| N. |                     | Ruolo | Calciatore        |
| -- | ------------------- | ----- | ----------------- |
| 13 | Giappone (bandiera) | C     | Teruo Iwamoto     |
| 16 | Giappone (bandiera) | C     | Hiroaki Matsuyama |
| 17 | Giappone (bandiera) | A     | Masahiko Kuboyama |
| 20 | Brasile (bandiera)  | C     | Pita              |
| 21 | Giappone (bandiera) | P     | Nobuyuki Kojima   |
| 22 | Giappone (bandiera) | A     | Tōru Kamikawa     |
| 24 | Giappone (bandiera) | D     | Taku Watanabe     |
| 33 | Giappone (bandiera) | P     | Kiyoto Furushima  |
|    | Giappone (bandiera) |       | Kenji Ishida      |

## Statistiche

### Statistiche di squadra
| Competizione          | Punti | Totale | Totale | Totale | Totale | Totale | Totale | DR  |
| Competizione          | Punti | G      | V      | N      | P      | Gf     | Gs     | DR  |
| --------------------- | ----- | ------ | ------ | ------ | ------ | ------ | ------ | --- |
| JSL Division 1        | 74    | 30     | 24     | 2      | 4      | 79     | 17     | +62 |
| JSL Cup               | -     | 3      | 2      | 1      | 0      | 4      | 1      | +3  |
| Coppa dell'Imperatore | -     | 2      | 1      | 0      | 1      | 4      | 3      | +1  |
| Totale                | -     | 35     | 27     | 3      | 5      | 87     | 21     | +66 |